# D'Arco Silvio Avalle
D'Arco Silvio Avalle (Cremona, 3 giugno 1920 – Firenze, 9 gennaio 2002) è stato un critico letterario, filologo e semiologo italiano.
Si occupò in particolare della letteratura italiana delle origini e di quella medioevale romanza: rilevanti i suoi studi sulla letteratura medioevale in lingua occitana. Altri campi della sua ricerca furono la critica letteraria e la semiologia.

## Biografia
D'Arco Silvio Avalle nacque a Cremona nel 1920. Iniziò i suoi studi al collegio Ghislieri di Pavia, e nel 1942 si laureò con una tesi di Letteratura italiana contemporanea. Pilota dell'aeronautica militare italiana durante la guerra, dopo l'8 settembre venne internato in Svizzera dal 1943 al 1945, dove divenne assistente di letteratura italiana all'Università di Ginevra. Nel 1949 vinse il concorso per i Licei, nel 1954 si recò negli Stati Uniti come visiting professor e nel 1958 fu nominato professore di Storia della poesia per musica nel Medioevo presso la Scuola di paleografia musicale di Cremona. Nel 1962 gli venne affidato l'insegnamento di Filologia romanza nella Facoltà di Lettere e filosofia di Torino dove, dal 1969 al 1974, divenne titolare della cattedra, istituendo, contemporaneamente quella di Semiologia.
Nel 1974, comandato all'Accademia della Crusca, di cui dirigerà il Centro di lessicografia, si trasferì a Firenze e nel 1976 succedette a Gianfranco Contini nella cattedra di Filologia romanza della Facoltà di Lettere e filosofia dell'Università di Firenze. Parallelamente, dal 1974 al 1983 dirigerà l'Opera del Vocabolario Italiano. Fu inoltre direttore del centro studi di lessicografia dell'Accademia della Crusca e socio dell'Accademia Nazionale dei Lincei (nel 1987 ricevette il Premio Feltrinelli per la Filologia romanza), dell'Accademia La Colombaria e dell'Accademia delle scienze di Torino.
Notevole fu il suo impegno anche sul fronte dell'editoria: fondatore nel 1966 con Maria Corti, Dante Isella e Cesare Segre della rivista Strumenti critici, fu anche co-direttore della rivista Medioevo romanzo. Della sua amplissima e variata produzione scientifica si ricordano gli studi attinenti alla letteratura mediolatina "Sponsus". Dramma delle vergini prudenti e delle vergini stolte, edizione in collaborazione con il musicologo Raffaello Monterosso; Latino "circa romancium" e Rustica romana lingua.
Degli studi sulla poesia italiana delle origini si ricorda: Ai luoghi di delizia pieni; soprattutto riguardo ai testi letterari provenzali antichi: l'edizione critica delle Poesie di Peire Vidal; La letteratura medievale in lingua d'oc nella sua tradizione manoscritta; I manoscritti della letteratura in lingua d'oc. Sempre validi i suoi studi sulla metrica: Preistoria dell'endecasillabo; e sulla semiologia: Gli orecchini di Montale, Tre saggi su Montale, Modelli semiologici nella Commedia di Dante, Dal mito alla letteratura e ritorno. Di grande rilievo la sua riflessione teorica nel campo della critica testuale: Principi di critica testuale. Nel 1992 uscì il primo volume del monumentale lavoro delle Concordanze della lingua poetica italiana delle origini.
Morì nella sua casa di Firenze, all'età di 81 anni.

## Archivio
La documentazione prodotta da d'Arco Silvio Avalle è raccolta in 11 scatole di diverso formato e 30 fascicoli, materiale conservato in una casa privata insieme con la sua biblioteca, in prevalenza composta da testi specialistici di filologia, per un totale di circa 4.500 volumi.

## Opere
- Peire Vidal, Poesie, a cura di d'Arco Silvio Avalle, Milano-Napoli, Ricciardi, 1960.
- La letteratura medievale in lingua d'oc nella sua tradizione manoscritta. Problemi di critica testuale, Torino, Einaudi, 1961.
- Cultura e lingua francese delle origini nella «Passion» di Clermont-Ferrand, Milano-Napoli, Ricciardi, 1962.
- Alcune ipotesi su «Gli orecchini» di Eugenio Montale, Torino, Giappichelli, 1965; poi Gli orecchini di Montale, Milano, Il Saggiatore, 1965.
- Alle origini della letteratura francese: i Giuramenti di Strasburgo e la Sequenza di Santa Eulalia, Torino, Giappichelli, 1966.
- Ritmica latina e versificazione romanza , a cura di d'Arco Silvio Avalle, Torino, Giappichelli, 1967.
- Bassa latinità. Il latino tra l'età tardo antica e l'alto Medioevo con particolare riguardo all'origine delle lingue romanze, Torino, Giappichelli, 1968.
- Analisi letteraria in Italia. Formalismo, strutturalismo, semiologia, Milano-Napoli, Ricciardi, 1970; ristampa Milano, Ledizioni, 2011, ISBN 978-88-95994-53-6.
- Introduzione alla critica del testo, Torino, Giappichelli, 1970.
- Tre saggi su Montale, Torino, Einaudi, 1972.
- Principi di critica testuale, Padova, Antenore, 1972; nuova. ed. 1978, ISBN 88-8455-162-5.
- L'ontologia del segno in Saussure, Torino, Giappichelli, 1973; 2. ed. riv. e ampliata, 1986.
- La poesia nell'attuale universo semiologico, Torino, Giappichelli, 1974.
- Modelli semiologici nella «Commedia» di Dante, Milano, Bompiani, 1975.
- Ai luoghi di delizia pieni. Saggio sulla lirica italiana del XIII secolo, Milano-Napoli, Ricciardi, 1977.
- Veselovskij-Sade, La fanciulla perseguitata, a cura di d'Arco Silvio Avalle, Milano, Bompiani, 1977.
- La cultura nella tradizione russa del XIX e XX secolo, Torino, Einaudi, 1982.
- Il teatro medievale e il Ludus Danielis, Torino, Giappichelli, 1984.
- La commedia degli inganni: strutture e motivi etnici nella poesia italiana delle origini, Torino, Giappichelli, 1985.
- Le maschere di Guglielmino. Strutture e motivi etnici nella cultura medievale, Milano-Napoli, Ricciardi, 1989.
- Dal mito alla letteratura e ritorno, Milano, Il Saggiatore, 1990, ISBN 88-04-32511-9.
- CLPIO - Concordanze della lingua poetica italiana delle origini, Milano-Napoli, Ricciardi, 1992, ISBN 88-7817-900-0.
- I manoscritti della letteratura in lingua d'oc, Torino, Einaudi, 1993.
- Ferdinand de Saussure fra strutturalismo e semiologia, Bologna, Il Mulino, 1995.
- La doppia verità: fenomenologia ecdotica e lingua letteraria del Medioevo romanzo, Firenze, Edizioni del Galluzzo, 2002.
- Semiologia dei testi letterari, prefazione di Gian Paolo Caprettini, Torino, UTET, 2005, ISBN 88-02-07163-2.
- Maria Sofia Lannutti (a cura di), Le forme del canto. La poesia nella scuola tardoantica e altomedievale, Firenze, Edizioni del Galluzzo per la Fondazione Ezio Franceschini, 2017, ISBN 978-88-8450-774-7.